# Sociedad Abolicionista Española

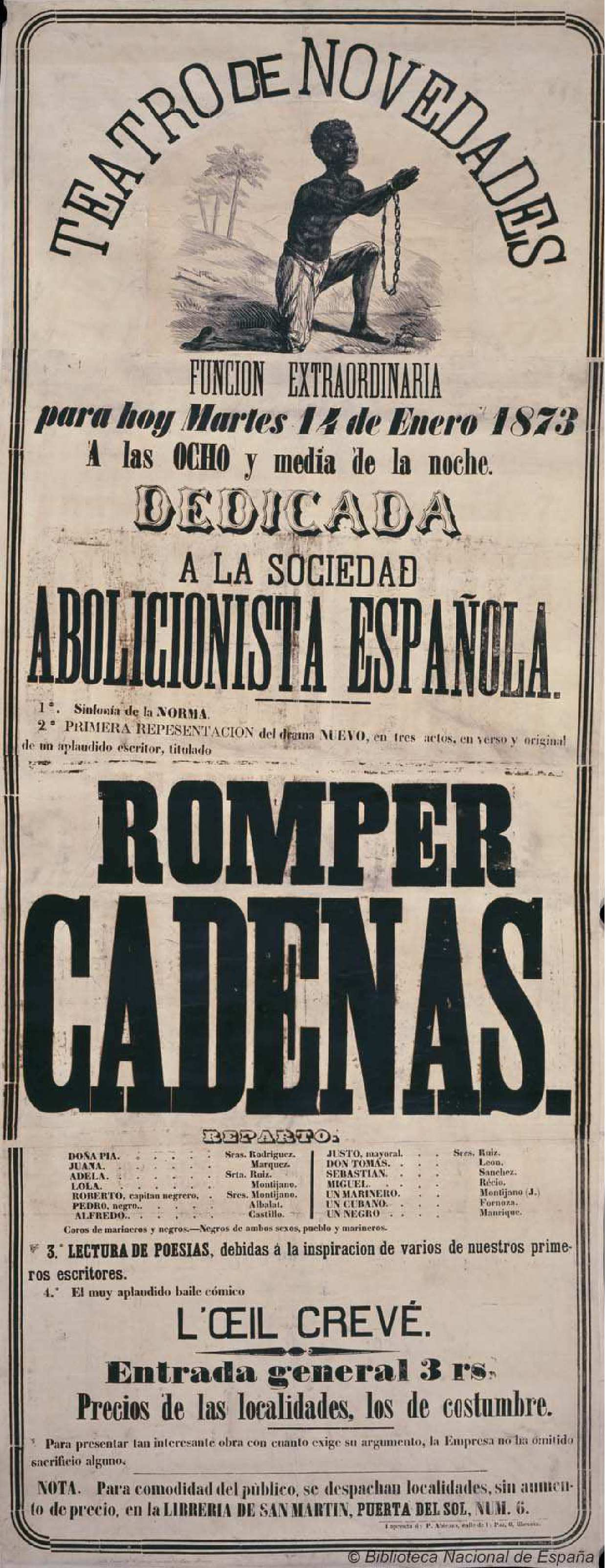
Cartel de la función extraordinaria del Teatro Novedades de Madrid dedicada a la Sociedad Abolicionista Española con el anuncio del estreno de Romper cadenas, drama en tres actos de Luis Blanc presentado el 14 de enero de 1873. Biblioteca Nacional de España.

La Sociedad Abolicionista Española fue una entidad creada el 7 de diciembre de 1864 y que dio por concluidos el cumplimiento de sus objetivos en diciembre de 1888. Desarrolló su labor en España, singularmente en Madrid, integrada por significativos políticos liberales, progresistas y radicales, cuyo objetivo fue la completa abolición de la esclavitud en las Antillas españolas: Puerto Rico y Cuba.

## Escenario social y político
La Sociedad y sus acciones sufrieron a lo largo de sus veinticuatro años de existencia los altibajos de la política española de la segunda mitad del siglo XIX (reinado de Isabel II, Sexenio Democrático, restauración borbónica), con tensiones intensas entre la visión de cada una de las formaciones políticas (por un lado los progresistas isabelinos, demócratas, demócratas radicales, liberales de la Restauración, republicanos radicales, posibilistas de Emilio Castelar y de otro los moderados isabelinos, carlistas y los conservadores canovistas que se unía a una diferente percepción intelectual y ética de la esclavitud. Además, las posiciones de las distintas formaciones, y hasta entre los propios integrantes de un partido, variaron con el tiempo y las personas. Así, los que en unos inicios apoyaron un abolicionismo parcial y condicional, se situaron en contra del abolicionismo total o completo, mientras que desde posiciones radicalmente opuestas al abolicionismo, se trató de contemporizar con una política de distintas fases en el proceso. Todo ello, unido a la especial situación de Cuba y Puerto Rico, singularmente la primera por el condicionante de las guerras en el último tercio del siglo XIX, dieron a la Sociedad y sus distintas iniciativas características particulares.

## Antecedentes
Con anterioridad a la creación de la Asociación, los planteamientos abolicionistas habían surgido en España desde las Cortes de Cádiz, donde las distintas propuestas de Agustín Argüelles y de Isidoro de Antillón no prosperaron. El reinado de Fernando VII con el retorno al absolutismo no mejoró la situación, sino que la empeoró, y no sería hasta muerto el rey, cuando durante el inicio de la regencia de María Cristina en nombre de la futura reina Isabel II, no se aprobaría en 1837 la abolición de la esclavitud en la España peninsular, Baleares y Canarias. Sin embargo, todos los territorios de ultramar quedaron en la misma situación de esclavismo.
De manera muy minoritaria, a mediados del siglo, con voces como las de Nicolás María Rivero, Emilio Castelar o José María de Orense, se propuso la extensión de la abolición a las Antillas españolas, que fue rechazada, e incluso constituyó objeto de mofa y burla.

## Inicios: el reinado de Isabel II
No fue hasta 1864, de la mano del puertorriqueño Julio Vizcarrondo, cuando se creó una estructura, la Sociedad Abolicionista Española, que se marcó en su declaración fundacional como objetivo «propagar el principio de la abolición de la esclavitud y estudiar los medios más convenientes para llevarla a cabo» en Cuba y Puerto Rico. En estos inicios, la reducción gradual de la esclavitud es el objetivo más inmediato, así como dotarse de medios y personas significativas que contribuyan a la extensión del fenómeno. Aparece así el El Abolicionista Español como órgano de expresión societaria, donde escribirían Víctor Hugo, Luis María Pastor, Rafael María de Labra, Pi y Margall, José Luis Giner y Emilio Castelar, entre otros, apoyándose en el tiempo en otros medios de comunicación que serán decisivos en la transmisión del mensaje antiesclavista al conjunto de la sociedad en general, y de la clase política en particular: La Propaganda, La Discusión, La Tertulia y El Debate. El 10 de diciembre de 1865 la Sociedad se presentó en un acto público en Madrid, en el teatro de Variedades, con una gran asistencia de público. El primer presidente de la asociación fue Salustiano de Olozaga y en 1867 la sociedad contaba con 700 miembros. Entre sus primeras tareas se acometió interrumpir el tráfico de esclavos. En el terreno jurídico, desde 1835 España no traficaba con nuevos esclavos, sin embargo en el ámbito comercial, compañías españolas seguían, con bandera de conveniencia, invirtiendo y traficando con esclavos. El gobierno de Leopoldo O'Donnell asumió la propuesta y en julio de 1866 se estableció que la trata de esclavos se consideraría un acto de piratería, lo que forzó en buena medida a las compañías españolas a retirarse del mercado. Sin embargo, estos primeros frutos de la asociación se vieron pronto frustrados con la caída de O'Donnell y la llegada al poder de Ramón María Narváez, que prohibió las actividades públicas de la asociación y persiguió a muchos de sus miembros, entre ellos el propio fundador, Vizcarrondo, que debió exiliarse. Sería con la revolución de 1868 que dio término al gobierno Narváez y al propio reinado de Isabel II, la que permitió a la entidad retomar sus actividades.

## El Sexenio Democrático: avances en Puerto Rico
En esta nueva etapa del Sexenio Democrático fue clave la actuación de Rafael María de Labra. La asociación consiguió que se aprobase lo que se conoció como libertad de vientres, esto es, la libertad de los hijos de las esclavas. La asociación se hizo más combativa, y en sus nuevos pronunciamientos a partir de 1868 apostó por la abolición de la esclavitud sin restricciones, lo que provocó la salida de algunos de sus miembros, no partidarios de medidas que consideraban radicales, como Salustiano Olozaga, nombrándose presidente a José María Orense. Sin embargo las aspiraciones societarias se vieron frustradas con la aprobación de la Constitución de 1869 que no recogió las propuestas enviadas por la asociación a las Cortes para establecer en la norma fundamental la abolición de la esclavitud. Además, la guerra de Cuba retrayó a los legisladores de cualquier paso en ese sentido. Así, en 1870, el Comité Permanente de la Conferencia Internacional de París, apoyado por buena parte de las sociedades antiesclavistas europeas, fue especialmente crítico con la situación en España:

[...] la esclavitud [...] es el mayor azote de la humanidad. En tanto que este azote dura se podrá acusar a España del mayor de los crímenes y considerarla como indigna de las libertades que acaba de conquistar. Sobre ti, pueblo español, cae con censura la vergúenza de tolerar una institución tan odiosa que hace de España el emblema de la opresión, de la injusticia y del error.

La asociación, impulsada por los apoyos internos (un mayor número de miembros que se extendían por toda España) y los internacionales, presionó ante los diputados y el propio gobierno para adoptar una legislación abolicionista. Segismundo Moret, ministro de Ultramar y miembro de la Asociación, presentó y obtuvo de las Cortes la aprobación de la primera ley española de corte abolicionista que declaró libres a los esclavos nacidos a partir del 17 de diciembre de 1868, los que fueran propiedad del Estado o estuvieran bajo su protección, los que habían colaborado con las tropas españolas contra los insurrectos cubanos y todos los esclavos mayores de sesenta años. A pesar del avance que supuso la norma, conocida como ley Moret, la asociación se opuso, básicamente porque era muy restrictiva y reservaba muchas facultades en su aplicación a los capitanes generales de Cuba y Puerto Rico, así como a la legislación reglamentaria de desarrollo. Con Fernando de Castro presidiendo la asociación desde finales de 1870, la entidad dedicó sus esfuerzos a buscar una efectiva aplicación de la ley, presionando al gobierno que, sumido en profundas crisis, no desarrolló la norma ni hizo cambio alguno, sin que las elecciones de 1871 cambiasen el panorama.

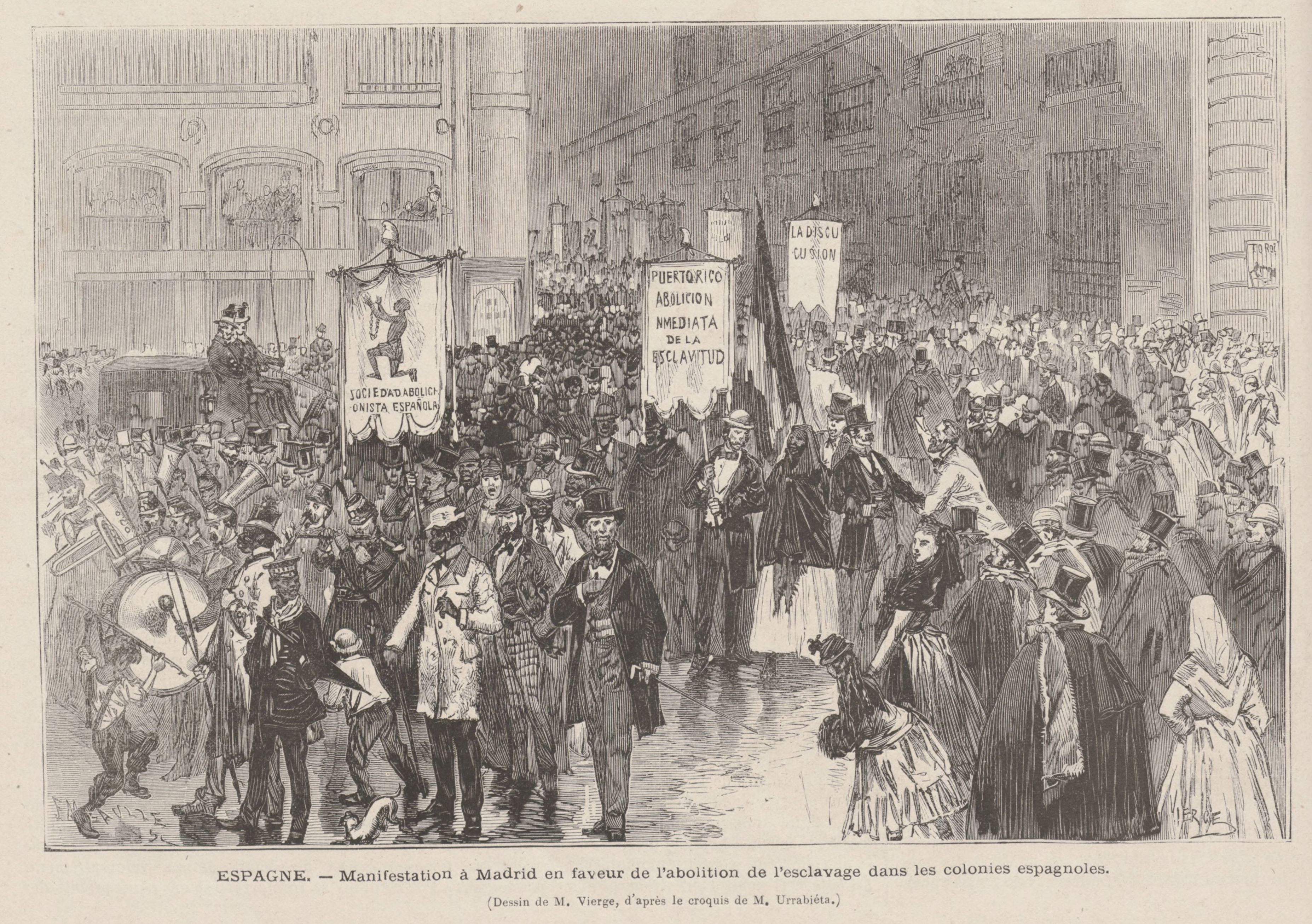
Manifestación en Madrid a favor de la abolición de la esclavitud el 12 de enero de 1873. Dibujo de Vierge a partir de un croquis de Urrabieta publicado en Le Monde Illustré.

El reinado de Amadeo I abrió la puerta a que las reivindicaciones abolicionistas fueran escuchadas, aunque solo se consiguió la aprobación del reglamento de aplicación de la ley Moret en 1872. Los abolicionistas cambiaron de estrategia y se centraron en la abolición en Puerto Rico, dadas las fuertes resistencias en Cuba de los propios colonos y los efectos de la guerra. Así, Tomás Mosquera presentó a finales de 1872 un proyecto de ley de abolición inmediata de la esclavitud en Puerto Rico, apoyado por la Asociación en una multitudinaria manifestación celebrada en Madrid el 12 de enero de 1873. Un mes más tarde, el reinado de Amadeo I decayó en beneficio de la República, que aprobó el proyecto convirtiéndolo en ley pero con sustanciales recortes respecto de lo demanadado por los abolicionistas. Así, se declaraba la abolición, pero los libertos debían firmar contratos de trabajo por espacio de tres años, los propietarios de esclavos serían indemnizados, y solo tras cinco años un liberto se convertía en ciudadano con plenos derechos políticos. En Puerto Rico se dictó, en abril de 1873, el reglamento para la aplicación y cumplimiento de la ley, considerado insuficiente por los abolicionistas, pero más satisfactorio de lo que habían previsto. A partir de ese momento las acciones de la asociación se centraron en Cuba, lo que fue especialmente complicado dado que los abolicionistas de la isla eran los que combatían a España, los insurrectos, mientras que los esclavistas eran los defensores del mantenimiento de la colonia como española. No obstante, Emilio Castelar, presidente de la República y miembro desde sus inicios de la asociación, propuso un proyecto de ley de abolición total de la esclavitud en Cuba.

## Restauración y abolición
El proyecto no vio la luz con la caída de la República. La restauración de la monarquía en Alfonso XII y la presidencia del consejo de ministros de Antonio Cánovas del Castillo supuso un paso atrás en las aspiraciones abolicionistas. Durante este período, la asociación preparó distintos memorandos dirigidos al gabinete y a las Cortes, pero la reacción ciudadana de épocas anteriores favorables al abolicionismo se había ido disipando, el número de socios de la entidad descendió notablemente y las repercusiones de todo ello no se hicieron esperar: el reglamento de aplicación de la abolición en Puerto Rico se reformó hasta tres veces, convirtiéndose en un documento sin eficacia, se prohibió la creación de una asociación abolicionista en La Habana, largo tiempo reclamada, y se prohibieron también las reuniones de la propia asociación en 1875. Los abolicionistas, no obstante, mantuvieron su presión a través de la prensa, en la medida que no era censurada. Pero será el fin de la guerra de Cuba en 1879, y más concretamente el tratado de Zanjón, que preveía la libertad de los esclavos insurrectos, lo que hará proclamar a los abolicionistas la contradicción del propio gobierno que firmaba la libertad de los esclavos sublevados y la esclavitud de los leales. Ese mismo año se presentó la Ley de abolición de la esclavitud en Cuba, una muy tímida reforma rechazada por la asociación y los propios diputados antillanos, y que aunque aprobada en 1880, apenas si tuvo efecto. Hubo de esperarse a 1883 y al gobierno de Sagasta para que se aboliera el cepo y el grillete, se decretase la libertad de más de cuarenta mil esclavos y se obligara a los patronos a pagar los salarios debidos. El regreso de Cánovas en 1884 paralizó las reformas pero en 1888, muerto Alfonso XII, Sagasta derogó todos los decretos restrictivos a la abolición de la esclavitud. A finales de ese mismo año, la asociación se disolvió considerando alcanzados todos sus objetivos.